# Jaume de Faveran
Jaume de Faveran (französisch Jacques de Fauran, * um 1290; † zwischen 1346 und 1348) war ein gotischer Baumeister und Bildhauer, der von 1309 bis 1336 in Nordkatalonien und dem Languedoc wirkte. Er war ein bedeutender Baumeister des Bistums Narbonne.

## Leben und Werk
Jaume de Faveran war der Sohn des Baumeisters und Architekten Dominique de Fauran, der von 1295 bis 1309 als leitender Architekt an der Kathedrale von Narbonne wirkte. In den letzten Jahren dieses Zeitraums assistierte Jaume de Faveran seinen Vater. Von 1309 bis 1346 (mit Auszeiten) hatte Jaume de Faveran die Bauleitung in Narbonne selbst inne.
Im Zeitraum von 1321 bis 1330 wirkte er als Bauleiter an der Kathedrale von Girona. Er setzte dort vor allen Dingen die Arbeiten an der Apsis fort, die sein Bruder Enric 1312 begonnen hatte.
Als Bildhauer fertigte Jaume de Faveran das Grab des Bischofs Guillem de Vilamarí (1312–1318) von Girona. Jaume de Faveran werden ebenfalls die Gräber der Bischöfe Bernat de Vilamarí (1291–1312) und Pere de Rocabertí (1318–1324) in der Kathedrale von Girona zugeschrieben.